# Junonia weidenhameri
Junonia weidenhameri är en fjärilsart som beskrevs av Polaeck 1925. Junonia weidenhameri ingår i släktet Junonia och familjen praktfjärilar. Inga underarter finns listade i Catalogue of Life.